# Lasiodorides
Lasiodorides es un género de arañas migalomorfas de la familia Theraphosidae. Son originarias de Sudamérica.  

## Especies
Según The World Spider Catalog 11.0:
- Lasiodorides longicolli Schmidt, 2003
- Lasiodorides polycuspulatus Schmidt & Bischoff, 1997
- Lasiodorides rolinae Tesmoingt, 1999
- Lasiodorides striatus (Schmidt & Antonelli, 1996)